# Бондар Віталій Миколайович
Віталій Миколайович Бондар (нар. 14 квітня 1972, Полтава, УРСР) — радянський та російський футболіст українського походження, півзахисник, російський футбольний тренер.

## Життєпис
Починав грати в футбол у Полтаві, навчався в ОШІСП Дніпропетровськ. Дебютував в 1990 році в другій лізі за «Ворсклу» (Полтава). У 1991-1992 роках грав у другій нижчій радянській та другої російської лігах в складі калінінградської «Балтики». У сезонах 1993/94 — 1994/95 роках виступав у другій лізі Білорусі за МПКЦ (Мозир), у сезоні 1994/95 років провів три гри в чемпіонаті Білорусі за «Бобруйськ». У 1995 році зіграв три матчі за липецкий «Металург» у другій російській лізі, після чого завершив професійну кар'єру.
Станом на 2015 рік - старший лейтенант поліції в Липецькій області. Граючий тренер команди «Динамо-УМВС» (Липецьк).
Нагороджений почесною грамотою МВС Росії, знаком Російського футбольного союзу.